# 宇野勝次
宇野 勝次（うの かつじ、1950年〈昭和25年〉 - ）は、日本の薬剤師、薬学者（臨床免疫学・抗菌薬療法学・医薬品副作用学・医薬品安全管理学）。学位は薬学博士（静岡薬科大学・1989年）。一般社団法人日本病院薬剤師会有功会員。
株式会社東芝理化学研究所研究員、総合病院国民健康保険水原郷病院薬剤科科長補佐、阿賀野市立水原郷病院薬剤科科長、福山大学薬学部教授などを歴任した。

## 概要
薬物アレルギー、医薬品副作用、医薬品安全管理、抗菌薬の化学療法などの研究で知られる薬学者である。静岡薬科大学卒業後、いったんは企業に研究職として勤務したものの、病院に勤務する薬剤師としての道を選ぶ。以来30年間にわたって薬剤師として勤務しており、その間に扱った症例は1200以上に及ぶ。また、並行して免疫学についての研究を行っており、日本アレルギー学会や日本化学療法学会などでは評議員に就任するなど学会活動も活発に行った。さらに、1999年（平成11年）にはアレルギー性の副作用について纏めた単著を上梓した。それらの業績から、2007年（平成19年）より福山大学で教鞭を執った。また、副作用研究会を自ら起ち上げ、のちに日本医薬品安全性学会として発展させるなど、日本の医薬品安全性学の発展に大きな役割を果たした。

## 来歴

### 生い立ち
1950年（昭和25年）に生まれ、新潟県にて育った。静岡県により設置・運営される静岡薬科大学に進学し、薬学部の製薬学科にて学んだ。製薬学科では微生物学研究室に在籍した。また、学内においては学生自治会の委員長としても活動していた。1974年（昭和49年）3月、静岡薬科大学を卒業した。それに伴い、薬学士の称号を取得した。なお、1989年（平成元年）7月になって、母校である静岡薬科大学より薬学博士の学位が授与されている。

### 研究職として
大学卒業後は、1974年（昭和49年）4月に東芝に入社した。同年4月から1975年（昭和50年）6月にかけて東芝の理化学研究所にて研究員として勤務した。

### 薬剤師として
水原町により設置・運営される総合病院国民健康保険水原郷病院に採用され、1975年（昭和50年）7月より薬剤師として勤務した。総合病院国民健康保険水原郷病院においては、1989年（平成元年）4月に薬剤科の係長に就任した。1991年（平成3年）7月まで係長を務めていたが、同年8月に薬剤科の科長補佐に就任した。それ以来、2004年（平成16年）3月まで科長補佐を務めた。その傍ら、他の教育・研究機関においても役職を兼任していた。新潟科学技術学園が設置・運営する新潟薬科大学においては、1995年（平成7年）9月から2007年（平成19年）3月まで講師を非常勤で兼任していた。
その後、水原町は他の町村と合併することになり、2004年（平成16年）4月1日に阿賀野市が発足した。それに伴い、総合病院国民健康保険水原郷病院も、同年4月に阿賀野市立水原郷病院に改組されることになった。阿賀野市立水原郷病院においても引き続き薬剤科の科長補佐に就任し、2004年（平成16年）4月から2005年（平成17年）3月まで同職を務めた。2005年（平成17年）4月に薬剤科の科長に昇任し、2007年（平成19年）3月まで同職を務めた。

### 薬学者として
同名の学校法人により設置・運営される福山大学に採用され、2007年（平成19年）4月に薬学部の教授として着任した。その傍ら、他の教育・研究機関の役職も兼任していた。同名の学校法人により設置・運営される名城大学においては、講師を非常勤で兼任していた。
福山大学退職後は、さまざまな企業や教育・研究機関などで非常勤の役職を兼任している。加計学園が設置・運営する千葉科学大学においては、2016年（平成28年）より客員教授を兼任することになった。また、共栄堂においては、2016年（平成28年）より顧問を兼任していた。そのほか、アインファーマシーズにおいても顧問を兼任していた。

## 専門
専門は薬学であり、臨床免疫学、抗菌薬療法学、医薬品副作用学、医薬品安全管理学といった分野の研究に従事した。薬剤師として勤務したおよそ30年の間に、薬剤アレルギーについての研究に取り組むとともに、医薬品安全性学の構築を企図していた。具体的には、薬物アレルギーや医薬品の副作用、および、安全管理、さらには抗菌薬の化学療法といった研究が挙げられる。「薬剤アレルギーの起因薬検出、臨床解析および発現機構に関する研究」はライフワークとなっている。また、β-ラクタム系抗生物質の交差アレルギーの研究なども行っている。これらの業績が評価され、2003年（平成15年）10月には日本医療薬学会論文賞を受賞し、2009年（平成21年）10月には日本医療薬学会学術貢献賞を受賞している。2020年（令和2年）には静薬学友会賞を受賞している。
学術団体としては、日本化学療法学会、日本アレルギー学会、などに所属していた。日本化学療法学会においては、1991年（平成3年）6月より評議員を務めていた。日本アレルギー学会においては、1992年（平成4年）10月から2005年（平成17年）3月まで評議員を、2006年（平成18年）10月からは代議員を務めていた。また、医薬品安全性学にも深い関心を持っており、1990年（平成2年）に副作用研究会を起ち上げた。副作用研究会はのちに新潟医薬品安全性研究会となったが、この副作用研究会が日本医薬品安全性学会のルーツとされている。2014年（平成26年）5月10日に日本医薬品安全性学会が発足すると初代理事長に就任した。2018年（平成30年）9月3日には一般社団法人化を果たし、以降も引き続き理事長を務めた。なお、2015年（平成27年）7月4日から同年7月5日まで開催された日本医薬品安全性学会の学術大会では初代会長も兼務していた。これらの活動は「学会の発展ならびに医薬品安全性学の普及に多大な貢献をした」と評されており、2022年（令和4年）に日本医薬品安全性学会から感謝状が授与された。そのほか、これまでの功績により日本病院薬剤師会から有功会員の称号が授与されている。
また、2000年（平成12年）1月には日本医療薬学会の認定薬剤師となった。さらに2002年（平成14年）1月には日本医療薬学会の指導薬剤師となった。

## 略歴
- 1950年 - 誕生[6]。
- 1974年 - 静岡薬科大学薬学部卒業[2][7]。
- 1974年 - 東芝入社[2]。
- 1974年 - 東芝理化学研究所研究員[2]。
- 1975年 - 東芝退職[2]。
- 1975年 - 総合病院国民健康保険水原郷病院入職[2]。
- 1975年 - 総合病院国民健康保険水原郷病院薬剤師[2][7]。
- 1989年 - 総合病院国民健康保険水原郷病院薬剤科係長[2]。
- 1991年 - 日本化学療法学会評議員[2]。
- 1991年 - 総合病院国民健康保険水原郷病院薬剤科科長補佐[2]。
- 1992年 - 日本アレルギー学会評議員[2]。
- 1995年 - 新潟薬科大学講師[2]。
- 2000年 - 日本医療薬学会認定薬剤師[2]。
- 2002年 - 日本医療薬学会指導薬剤師[2]。
- 2004年 - 阿賀野市立水原郷病院薬剤科科長補佐[2]。
- 2005年 - 阿賀野市立水原郷病院薬剤科科長[2][7]。
- 2006年 - 日本アレルギー学会代議員[2]。
- 2007年 - 阿賀野市立水原郷病院退職[2]。
- 2007年 - 福山大学薬学部教授[2][7]。
- 2014年 - 日本医薬品安全性学会理事長[13][7]。
- 2015年 - 日本医薬品安全性学会学術大会会長[15]。
- 2016年 - 千葉科学大学客員教授[7]。
- 2016年 - 共栄堂顧問[7]。

## 賞歴
- 2003年 - 日本医療薬学会論文賞[2][7]。
- 2009年 - 日本医療薬学会学術貢献賞[2][3][7]。
- 2020年 - 静薬学友会賞[11][12]。
- 2022年 - 日本医薬品安全性学会感謝状[16]。

## 著作

### 単著
- 宇野勝次著『アレルギー性副作用』実用編、薬業時報社、1999年。ISBN 4840726418
- 宇野勝次著『薬剤過敏症』南山堂、2016年。ISBN 978-4-525-72141-1

### 編纂
- 宇野勝次・藤森勝也・佐藤光利編集『医薬品副作用アセスメント』南山堂、2018年。
- 宇野勝次編『医薬品副作用・安全性ガイドブック』南山堂、2021年。ISBN 978-4-525-72661-4

### 註釈
1. ↑  静岡薬科大学は、静岡女子大学、静岡女子短期大学と統合され[9]、1987年に静岡県立大学が設置された[9]。
2. ↑  薬学士の称号は、1991年7月1日以降の学士（薬学）の学位に相当する。
3. ↑  1987年に静岡県立大学が設置されたが、在学生が卒業するまでの間は静岡薬科大学も並行して存続しており、1990年に静岡薬科大学は廃止された。
4. ↑  薬学博士の学位は、1991年7月1日以降の博士（薬学）の学位に相当する。
5. ↑  新潟県北蒲原郡水原町は、安田町、京ヶ瀬村、笹神村と合併し、2004年に阿賀野市が設置された。
6. ↑  総合病院国民健康保険水原郷病院は、2004年に阿賀野市立水原郷病院に改組された[10]。
7. ↑  阿賀野市立水原郷病院は、2015年にあがの市民病院に改組された[10]。